# Happy Hour (2015, Müller)
Happy Hour ist eine deutsche Filmkomödie von Regisseur Franz Müller aus dem Jahr 2015. Der Film feierte am 29. Juni 2015 seine Uraufführung beim Filmfest München und kam am 12. Mai 2016 in die deutschen Kinos. In den Hauptrollen sind Simon Licht, Mehdi Nebbou und Alexander Hörbe zu sehen.

## Inhalt
Dem introvertierten Mittvierziger Hans-Christian, der von allen nur H.C. genannt wird, geht es sehr schlecht. Er befindet sich in einer Art Midlife-Crisis. Jahrelang wurde er von seiner Frau täglich mit einem Geliebten unter dem SMS-Codewort Happy Hour betrogen und dann auch noch verlassen. Das macht Hans-Christian extrem zu schaffen. Um den seelisch Geschundenen wieder aufzubauen, kommen seine beiden Jugendfreunde, der spießige und Macho-hafte Wolfgang und der zynische Besserwisser Nic auf die Idee mit ihm gemeinsam einen zweiwöchigen Ausflug nach Irland zu machen. Dort besitzt Wolfgang ein kleines, malerisches Cottage und da wollen sie den innerlich getroffenen Hans-Christian auf andere Gedanken bringen. 
Also reisen die drei Mittvierziger in die verregnete irische Provinz, um bei Angelausflügen, viel Guinness und Whiskey, unbekleideten Holzhackereien und wilden Partynächten im Pub ihre Jugendjahre noch einmal aufleben und Hans-Christian spüren zu lassen, dass es auch noch ein Leben nach der Trennung gibt. Nach einem unbeschwerten Beginn auf der Insel muss sich im Laufe der Zeit jeder der drei, bald auf die 50 zugehenden, Freunde der Frage stellen, ob er selbst alle Ziele und Wünsche im Leben erreicht hat. Zunehmend weichen der ausgelassenen Freude und Entspannung unter den drei Freunden Streits und Zankereien. Es steht die Frage im Raum, ob die Freundschaft, die sie in der Jugend verband, überhaupt noch Bestand hat. Welche außerdem noch durch eine Gruppe von irischen Frauen auf eine harte und unvorgesehene Probe gestellt wird. Am Ende ihres Kurzurlaubs fliegen Nic und Hans-Christian wieder nach Hause. Nur Wolfgang bleibt in seinem Ferienhaus zurück, um sich darüber klarzuwerden, ob er zu seiner Familie zurückkehren möchte oder lieber zu der selbstbewussten Irin Kat, die er während des Irland-Aufenthalts kennengelernt hat.

## Produktion und Hintergrund
Happy Hour entstand mit finanziellen Fördermitteln der Filmförderungsanstalt (FFA) der Film- und Medienstiftung NRW, dem Kuratorium junger deutscher Film und in Zusammenarbeit mit dem WDR und Arte Deutschland. Die Dreharbeiten zu dem Film fanden vom 15. Oktober 2013 bis zum 27. November 2013 im irischen Skibbereen, im County Cork und in Nordrhein-Westfalen statt. 

## Rezeption
Der Spielfilm wurde im Rahmen seiner Festivalauswertung und seines Kinostarts von der deutschen Fachpresse positiv besprochen, aber auch kritisiert.
Oliver Kaever schreibt in seiner Kritik für Der Spiegel, dass Müllers Film zum Glück mit „der netten Schweighöfer-Komödie“ nichts zu tun habe. Happy Hour zeige eher „die hässliche Seite der Männerfreundschaft“ und sei „trotzdem vergnüglich“. Auch wenn die Geschichte auf den ersten Blick „eine Feelgood-Komödie“ suggerieren könne, sei es der Film trotz seiner „komischen und warmherzigen Momente“ nicht. Kaever grenzt Happy Hour auch von anderen "Männerfreundschaftskomödien" wie Mann tut was Mann kann oder Männerhort ab. Filme mit diesen Titeln erreichten „nur selten ein höheres Niveau als die Gags auf einer Grillparty unter besten Freunden nach dem dritten Bier“. Der Kritiker stellt zwar fest, dass in Müllers Film „auch ansehnliche Mengen Alkohol vernichtet“ werden, und Männer sich „in der Midlife-Crisis benehmen“ würden „wie Oberschüler auf einem Klassenausflug.“ Aber Müller glätte „die Konflikte zwischen den Freunden“ nicht. Er gebe „sie auch nicht der Lächerlichkeit preis.“ Sein Film stehe „wie der Vorgänger "Worst Case Scenario" dem deutschen Mumblecore nahe, ist also mit wenig Budget und viel Improvisation entstanden. Und wie bei Jakob Lass ("Love Steaks") oder Axel Ranisch ("Alki Alki")“ grätsche „auch bei Müller das echte Leben in die erfundenen Geschichten.“
Auch Cinema.de merkt in seiner den Film lobenden Redaktionskritik an, dass im Gegensatz zur Kinokomödie „Wie Männer über Frauen reden“ der Film „Happy Hour“ „tatsächlich eine Menge“ darüber verrate, „wie Männer sind.“ Es sei ein „tragikomischer, genau beobachteter Film mit hohem Wiedererkennungswert.“
Björn Schneider konstatiert in seiner Kritik für Programmkino.de, dass Happy Hour, ein „angenehm zurückhaltend inszenierte Buddy-Film, der zu jeder Zeit nah an der Lebenswirklichkeit“ und dem „seine Ehrlichkeit hoch anzurechnen“ sei. Der Film zeige, „dass Menschen – auch wenn sie bereits ein gewisses Alter erreicht und z.B. eine gescheiterte Ehe hinter sich haben – sich keineswegs weniger nach Dingen sehen, die man gemeinhin vielleicht am ehesten mit Teenagern in Verbindung bringen würde: Spaß haben, sexuelle Lust, der Ausbruch aus dem Alltag und dem heimischen Trott.“ Abschließend geht Schneider noch auf die irische Kulisse sein. So setze Müller der „inneren Aufgewühltheit und Verwirrung der Freunde“ „die Stille und Erhabenheit der irischen Landschaften“ entgegen, „was einen idealen, stimmungsvollen Kontrast darstelle.“
Falk Straub von Spielfilm.de kritisiert dagegen überwiegend den Film. Er stößt sich an der „dürftigen Figurenzeichnung, die in Klischees verharre[]“. Die Improvisation der Schauspieler sei nicht gelungen. „Die scheinbar lebensechten Dialoge“ wirkten gekünstelt und „mehr Distanz denn Nähe“ schaffen. „Voll und ganz“ nehme „man keinem der drei Hauptdarsteller seine Rolle“ ab. „Ihre weiblichen Pendants Susan Swanton und Christine Deady“ machten „ihre Sache deutlich besser“. Auch an den Bildern des Filmes übt Straub Kritik. „So uninspiriert“ sehe „Irland selten auf der großen Leinwand aus, wie "Happy Hour" überhaupt mehr nach Fernsehen denn nach Kino“ ausschaue. Seine „stärksten Momente“ habe Happy Hour „nicht im Aufeinanderprallen der drei Freunde, sondern immer dann, wenn eine Figur – egal ob Schauspieler oder echter Kneipengast – ein trauriges Lied“ anstimme.
Ulrich Sonnenschein von epd Film sieht Happy Hour ebenfalls kritisch und gibt ihm keine gute Bewertung. Er stellt fest, das Happy Hour ein Film sei, bei „dem man sich in jeder zweiten Szene wegdrehen möchte, weil das, was da auf der Leinwand passiert, so peinlich ist.“ Weil sich laut Sonnenschein im Film „Männer zum Affen machen und sich nicht scheuen, dämlichste Peinlichkeiten von sich zu geben. Weil sie miteinander völlig gedankenlos umgehen und das noch steigern, wenn sie auf Frauen treffen.“ Der Kritiker fragt sich, ob »Happy Hour« „ein völlig misslungener Film“ sei oder nicht. Denn man ahne immer wieder, dass es genau das sei, „was Regisseur Franz Müller will.“ Dieser habe Experimentalfilme gedreht und sei „ganz bewusst gegen Sehgewohnheiten angegangen.“ Und so könne „man diesen Film eben auch verstehen, als absichtsvolle Übertreibung männlichen Verhaltens inner- und außerhalb einer wie auch immer gearteten Paarungszeit.“
Karsten Munt wiederum zieht in seiner critic.de - Besprechung von Happy Hour das Fazit, dass „der Film dort am interessantesten“ sei, „wo die Idee des Urlaubs scheitert und die Persönlichkeiten der Protagonisten ungebremst aufeinandertreffen.“ Müller beleuchte „hier die Zwischenräume dreier Lebensläufe, die seit der Jugend durch eine Freundschaft verbunden sind“. Dabei lägen die „biedere Inszenierung und das erzählerische Potenzial alltäglicher Situationen oft nah beieinander“. „So pragmatisch sich die Kamera oft der Aufteilung des Raumes unterwerfen“ müsse, „so präzise“ wirke Müllers „konservative Regie bei der Schauspielführung“. Das Dreier-Ensemble trumpfe dort auf, „wo die meiste Zeit eines Urlaubs stattfindet: in den vier Wänden und auf dem Grundstück des Ferienhauses.“ Hier entstehe „aus scheinbar statischen Grundsituationen Spannung.“ Es seien „die Szenen, in denen kleine Sticheleien den Freunden ein aufrechtes Lachen entlocken und gleichzeitig einen wunden Punkt treffen, die Happy Hour auszeichnen.“

## Auszeichnungen
- 2015: Filmfest München - Gewinner des Förderpreises Neues Deutsches Kino in der Kategorie Produktion für Sonja Ewers und Steve Hudson
- 2015: Tallinn Black Nights Film Festival - Nominierung für den Grand Prize im Hauptwettbewerb für Franz Müller